# Julius Sommer
Julius Sommer (* 9. Juli 1871 in Reutlingen; † 16. August 1943 in Danzig) war ein deutscher Mathematiker.

## Leben
Sommer studierte 1889 bis 1891 in Stuttgart und bis 1894 an der Eberhard-Karls-Universität Tübingen. Dort promovierte er 1897 bei Alexander von Brill (Ueber die Bestimmung ausgezeichneter Punktgruppen auf Kurven vom Geschlecht p) und habilitierte sich 1899 in Göttingen. Er war seit 1904 ordentlicher Mathematikprofessor (als Kollege von Hans von Mangoldt) an der TH Danzig. 1924/25 war er dort Rektor. Er schrieb einen der Elementargeometrie-Artikel in der Enzyklopädie der mathematischen Wissenschaften. Im November 1933 unterzeichnete er das Bekenntnis der deutschen Professoren zu Adolf Hitler.

## Schriften
- Vorlesungen über Zahlentheorie. Einführung in die Theorie der algebraischen Zahlkörper, B. G. Teubner, Berlin Leipzig 1907